# Gortdrumite
La gortdrumite è un minerale.